# ミフェプリストン
ミフェプリストン（英語: mifepristone、別名：RU-486）は、妊娠中に中絶を引き起こすため、胎児の成長に必要なプロゲステロンと呼ばれるホルモンを遮断することで胎児の成長を止める薬。子宮を収縮させ、子宮内容物を排出させる作用を持つミソプロストールと組み合わせることで経口妊娠中絶薬として使用される。
日本では、薬剤による中絶を起こすための薬剤として、ミフェプリストン1錠とミソプロストール2錠この薬の組み合わせを「メフィーゴパック」としてラインファーマー社により承認申請があり2023年2月現在パブリックコメントが行われた。妊娠初期63日では97%有効である。妊娠中期にも効果がある。効果は、使用後2週間で確認する必要がある。経口で摂取する。一般的な副作用には、腹痛、疲労感、膣からの出血などがある。深刻な副作用には、膣からの大量の出血、細菌感染、妊娠が中断しなかった場合の先天性欠損症などがある。
ミフェプリストンは、抗プロゲストーゲン（プロゲストーゲンの抑制剤）である。抗プロゲストーゲンは、プロゲステロンの効果をブロックし、子宮頸部を開きやすくし、ミソプロストールに晒されたときに子宮の収縮を促進することで機能する仕組みである。

## 概要
ミフェプリストンは1980年に開発され、フランスでは1987年から利用されるようになった。アメリカ合衆国では、2000年から利用できるようになった。世界保健機関の必須医薬品モデル・リストに収載されている。ミフェプリストンは2015年にはカナダ保健省に承認され、2017年1月からはカナダでも利用できるようになった。妊娠初期の人工妊娠中絶に対する薬剤による妊娠中絶の手段として、安全性が高く簡単に利用できる利点があるため、第一選択として使用されている。コストと供給により、開発途上国の多くではアクセスが制限されている。アメリカでは薬による中絶が全中絶件数の54％を占めている。2022年5月現在、人工妊娠中絶の権利を保障した1973年の「ロー対ウェード判決」が覆えされる可能性が報道されたことにより中絶薬郵送服薬サービスが注目されている。
2023年2月、FDAは中絶薬が薬局で入手可能に規制緩和する決定をした。処方箋などがあれば認定された薬局で中絶薬を受け取れるようになる。22年2月現在、米国で実施される中絶のうち54%が中絶薬によるものになっている。
日本を含む一部の国家ではコストや供給の問題はないが、未承認である。日本では、厚生労働省医薬食品局が医師の指示無しでの個人輸入を禁止している。なお、国外の医師の処方箋も指示書にあたるため、厚労省は、Women on Webなどの医師の指示による個人輸入は触法行為ではないと取材に回答している。また、医師が自己の患者の治療に用いるために、未承認薬を日本へ輸入する行為は合法である。
日本では、2021年にイギリスの製薬会社ラインファーマが日本で治験を行い、ミフェプリストンとミソプロストールの2錠を投与する人工妊娠中絶薬を厚生労働省に申請した。日本では、フランスが承認した1988年から37年経過した2024年5月、1万2千件のパブリックコメントの意見集約を経て厚生労働省がミフェプリストンとミソプロストールからなる「メフィーゴパック」を薬事承認した。
同社日本法人は、２剤は母体保護法指定医師のもと、保険適用外で使用することになるとしている。厚生労働省の薬事審議会は2024年9月25日、一定の条件を満たせば外来での使用を可能とする方針を了承したが、入院施設と限定し、無床診療所への拡大は再審議となった。
WHOは2022年3月に制定した中絶のケアガイドラインにおいて、国家は自律的な意思決定、無差別、平等を尊重すべきだとしている。これは、国は、中絶または制限的な中絶法の犯罪化を含む、SRHに対する権利を実現する特定の個人およびグループの能力を無効化または損なう法律および政策を廃止または改革する必要があると指摘している。また中絶はアクセスの障壁になる価格で提供されるべきではない。女性自身がミフェプリストンとミソプロストールの組み合わせを使用するか、ミソプロストールを単独で使用する自己中絶が医療施設の外で、訓練を受けた医療従事者の直接の監督なしに中絶薬を自己投与し、中絶プロセスを管理するということを推奨している。ところで日本では産婦人科医が医師不足と激務の中で働いている状況がある。また外科的中絶手術については行う医師自身の罪悪感や葛藤を生み出している立場と女性の選択肢多様化から中絶薬の導入を推奨する産婦人科医もいる。

## 用途
ミフェプリストンは、ミソプロストールと併用使用される。妊娠7週（49日；受精からは5週間相当）以内の初期であれば、服用後24時間以内に胎児が膣から胎嚢が排出される。妊娠10週までの使用が適応とされている国家もある。従来の子宮内掻爬術のような重大な合併症が少なく、非常に安価で簡便かつ安全であり、薬だけでの中絶成功率は95%以上。数パーセントの症例で完全な中絶に至らず、不全流産や稽留流産となることがある。
主な合併症としては感染症や出血があるが、頻度は自然流産と同程度とされる。出血が止まらない場合は、子宮内掻爬術の追加手術が必要になる。また子宮外妊娠など、異常妊娠での使用は禁忌であるため、医師による正確な事前診断および投与後の経過観察が必須である。ただし、超音波検査などなしで経口中絶薬投与をするは安全であり、中絶ケアを受けている女性の子宮外妊娠のリスクは低い (1,000 分の 1 未満) ことを示す検証結果があると、イギリス英国王立産婦人科医協会が表明している。
認可済みの国々においても、個人の裁量で内服することは認められておらず、医師の管理下での投薬のみとなっているが、オランダやフランスではインターネットを使った遠隔医療による供給も開始されている。新型コロナウイルス感染症によるパンデミックの間、英国政府は2020年より一時的に2種類の経口中絶薬自宅で服用できるように変更した。ロックダウンが行われたフランスでも自宅使用が許可され、2020年3月30日に国際産婦人科連盟は、安全で効果的な中絶サービスを行うために医療者と対面で診療する必要のないことは立証済であり、在宅隔離中や遠隔地などの女性に有効だと声明を発表している。
アメリカ合衆国では、アメリカ食品医薬品局によって利用制限されている同薬は、市販薬のペニシリンやバイアグラより安全だと証明され批判されている。FDAは同薬を提供できるのは認可された処方者のみ、処方される前に患者は同意書類にサインする、直接処方を要し薬局で販売してはならないという3つの規制をしていたがコロナ禍において接触を減らすため、2021年12月にクリニックや診療所、病院などで直接診療を受けず認可を受けた薬局を通して郵送でも処方となることについて公表した。

## 薬効機序
ミフェプリストンは高容量 (600mg) では、子宮粘膜の黄体ホルモン受容体に対して強い親和性（黄体ホルモンの5倍）を持ち、黄体ホルモンが受容体に結合するのを阻害する。これによって黄体ホルモンの効果発現がブロックされ、子宮粘膜が非妊娠状態にリセットする。やがて月経が起こり胎児は血塊となって排出される。腟からの出血は14日以内に止まる。
2-3%の人に遷延性出血があり、追加で子宮内膜掻爬術の実施が必要となるが、その頻度は自然流産と同程度とされる。
イギリスとスウェーデンのみ、妊娠9週まで認可されており、この場合は医師がラミナリア桿などによって子宮頚管拡張などの手技を行う。ミフェプリストン自体にも子宮頚管拡張効果がある。小容量 (10mg) では卵巣からの排卵を抑制する効果があり、それによって緊急避妊薬としても使用できるだろうとされている（後述）。
ミフェプリストンは神経保護作用もあり、ネズミの海馬神経を使用した実験では、人為的に加えられた酸化ストレスに対して、神経細胞のアポトーシスを予防する効果が認められている。

## 内服の方法
アメリカ食品医薬品局が示した、妊娠7週未満での内服方法は下記の通りであり、外来で実施される（7週以降は、手順が変わってくる）。
1. 医師の目の前で、まずミフェプリストンを600mg内服する。
2. 36-48時間以内に、ミソプロストールを2錠内服する[注 1]。
3. ミソプロストール服用24~48時間後、胎児が血塊となって膣より排出される。出血が自然に止まれば受診の必要はない。
4. 約2週間後に再び医師を訪ね、子宮内に何も残っていないことを確認する。2週間後の受診は、アメリカ合衆国では義務化されていないが、強く推奨されている[49]。

## 既存の手技との優位性
ミフェプリストンが開発される以前は、掻爬術に代表される伝統的な機械的・物理的な中絶方法が妊娠初期であっても実施されていた。これらの中絶手技は「手術」という形態となり、全身麻酔（吸入ないし静脈）が必要となる。また、ラミナリア桿等による子宮頚管の拡張が必要であり、そのため頸管裂傷などの危険が存在する。
掻爬術自体にも子宮穿孔の危険が存在し、偶発症の40%を重篤な合併症である「子宮穿孔」が占める。また術後合併症として、アッシャーマン症候群があり、中絶後に不妊症になることもある。
日本では、妊娠8週の中絶の処置中に、子宮を貫通して小腸を掴みだしてしまい、小腸穿孔、大腸損傷、子宮穿孔を合併し、人工肛門増設が必要になった症例や、妊娠6週での処置中に心肺停止となり、心臓蘇生術に反応せず死亡した症例も報告されている。
日本産婦人科医会においても、米国などでは1980 年代にはすでにD&E（吸引法）が一般化しており，WHOや英国の安全な中絶に関するガイドラインではD&C（掻爬法）は推奨されておらず、日本でも10 万件以上の早期人工妊娠中絶術結果では，D&C がD&E に比べて再手術を要する不全流産と子宮穿孔の頻度が高いと分析している。また一般的にD&C を施行された既往のある女性では早産率が高く、不妊治療の経過において子宮内膜が薄い場合があり、3回以上のD&C を受けた女性で、子宮腺筋症の率が高い点を理解している。
国際産科婦人科連合（FIGO）もSafe Abortion（安全な中絶）委員会において、強くD&E を勧めている。
また、ミフェプリストンに挙げられている出血や感染症の危険性は、これらの既存の中絶手技についても存在し、より高頻度である。費用面でも大きな差が存在する。極度肥満の女性には、掻爬術の実施が困難という適応上の難点もある。
2021年12月時点での経口中絶薬の導入審議に際し、日本産婦人科医会の木下勝之会長は導入について「仕方がないと思っている」と語っている。日本では10万円から20万円と自由診療でかかる初期中絶の手術費用に比べて、経口中絶薬は世界では平均価格も日本円で760円ほどと、原価は軽くなるが、日本産婦人科医会は「当面は、入院設備のある中絶の実施医療機関で取り扱うべきだ」としている。
ラインファーマが厚労省に承認申請をした2021年12月22日の報道においても、日本産婦人科医会の木下勝之会長は、処方は当面、入院可能施設で母体保護法指定医師が行うべきとしている。また中絶薬で排出されなかった場合のなどを含め管理料も必要とし、現状の中絶手術相当の10万円程度と同等の料金設定が望ましいとしている。これに対し、国際的に承認されている経口中絶薬を安価で利用できるよう7つの市民団体が署名活動を行い、12月14日には4万人分余りの署名を厚生労働省に提出している。団体は、流産への適応も求めている。日本産婦人科医会は公式見解として、稽留流産への適応は、海外も含めエビデンスや臨床上のニーズに乏しく、製薬会社も検討していないとの立場をとる。一方で、平成15年には体外受精後妊娠8週の38歳女性が子宮内胎児死亡によりクリニックで流産手術を受け、腹腔内出血で東京慈恵会医科大学附属病院に救急搬送後手術を受けるも3後日死亡している。中絶手術で子宮穿孔を起し腸穿孔もあったと思われると公表されている。
経口妊娠中絶薬の承認については、日本産婦人科医会は公式見解として、自由診療である中絶薬について会の介入の余地はなく個々の医療機関が判断するとしている。
なお保険収載の薬価価格設定であった場合、外国平均価格調整が行われ薬価が決定される。
人工妊娠中絶の公的補助についての国会審議では、令和3年6月参院内閣委員会三原じゅん子厚生労働副大臣が「胎児の生命尊重や女性の自己決定権等について様々な御意見が国民の間で存在している」と答弁している。この「胎児」の定義については人の始期についてその時期に様々な学説があるが、胎児の体が母体より一部でも出ている一部露出説が通説で判例となっている。母体保護法では人工妊娠中絶について、母体外において、生命を保続することのできない時期に行うと定義している。この時期は厚生事務次官通知で「通常妊娠満22週未満」とされ、当初は妊娠8月未満であったが、未熟児医療の発達により、昭和51年に妊娠満24週未満、平成2年に現行の満22週未満に短縮された経緯がある。この妊娠週数は、最後の生理の初日を0日として数える。日本で母体保護法指定医師以外が中絶を禁止されているのは厚生事務次官通知によるものであり、その指定と指定基準は日本医師会が行っている。

## 副作用と有害事象
- 嘔気や倦怠感、下痢、頭痛、めまい、腰背痛[35][65]。
- 膣からの出血 - 胎児が血塊となって排出されるので、全例に月経と同じような性器出血や下腹痛がある。出血は9-16日間でほぼ止血するとされているが、8%の女性で30日以上の遷延出血が認められ[66]、0.1%程度で輸血が必要であった[66]。ただし、出血の頻度とリスクは格段高い訳ではなく、自然流産と同程度の発生頻度とされる[34][32][67]。
- 感染症 - Clostridium sordelliiなどによる逆行性の感染症は各国とも数名の報告に留まっている[68]。
- 敗血症 - FDAは4名の敗血症による死亡例を2005年に報告し[69]、2011年にはミフェプリストンを使用した152万人の女性のうち6人が敗血症で死亡している。
- その他のインジデント 152万人中、6人にが薬物乱用や殺人などの理由により命を落とした。612人が何らかの理由で一時入院し、339人に輸血が実施された。全てを合計すると、ミフェプリストンを使用した女性の0.15%（2207人）になんらかの有害事象が発生したとされる[70]。

## 禁忌
- 子宮外妊娠の場合 - 薬の効果がなく、一方で子宮外妊娠で使用すると卵管破裂のリスクがある[35]。
- ステロイド剤を服用している人[35]。
- 腎臓に障害のある人[35]。
- 副腎皮質ホルモンを投与中の妊婦にも使用できない[35]。
- 出血傾向のある人。血小板減少症の傾向のある人[35]。
- IUD、ミレーナの使用者には使用できない[35]。
- 抗凝固剤内服中の妊婦[36]。
- 医師による経過観察を受けられない人[35]。
- 薬に対するアレルギーがある人[35]。

## 歴史
ミフェプリストンは、1982年にフランスのルセル社が合成した。当初は抗グルココルチコイド作用を持つ薬剤としてドラッグデザインされた。パリ大学医学部のエティエンヌ＝エミール・ボリュー（当時62歳）が、抗黄体ホルモン作用を発見した。
ルセルが合成した3万8486番目の化学物質だったので『RU38486』と呼ばれていたが、マスメディアが「番号が長すぎる」として-38-を省略して報道するので、社内でもいつのまにかRU-486と呼ぶようになってしまった。
最初の臨床試験は、1981年10月にスイスのジュネーヴ大学で実施され、11人の妊婦に対して高い妊娠中絶効果が確認され1982年に発表された。その後ルセルは、世界で2万人の女性に対しての臨床試験が実施された。
1989年に開発者は、アメリカ合衆国のラスカー賞を受賞した。アメリカ食品医薬品局（FDA）諮問委員会は「中絶ピル『RU-486』について安全であり、妊娠初期の中絶手段として適切」であると勧告し世界保健機関も「（従来の）中絶手術と比べ、はるかに安全」とした。1999年までに、全世界で50万人以上の女性に使用され、2015年時点で認可されている国家は、60ヵ国である。

## 他疾患での利用
- 抗グルココルチコイド（糖質ステロイドホルモン）効果があるために、クッシング病の非外科的治療薬として注目されている。2012年FDAは成人クッシング病に合併した高血糖を抑制する薬剤としてもミフェプリストンを認可している。欧州連合でも同適応を取得している[74][75]。
- 脳腫瘍や乳癌などの治療にも、有効性が認められる[34]。
- HIV感染、子宮筋腫、子宮内膜症、うつ病、双極性うつ病、認知症、心的外傷後ストレス障害、慢性疲労症候群、緑内障、髄膜腫、乳癌、卵巣癌、前立腺癌などに対して、治療効果を確認する臨床研修が実施されたが、抗HIV効果は認められなかった[76]。うつ病に関しては第III相臨床試験で有効性欠如のために終了したが、心的外傷後ストレス障害については有効性を認める臨床試験が報告されている。子宮頚管熟成剤としても利用が検討されている[77]。
- 少量 (10mg) での排卵抑制効果により、性交後の緊急避妊薬として使用することができる[78]。妊娠確認後の600mgの内服と比較して確実性は劣るが、副作用はより少なくて済む[79]。市販されているミフェプリストンは200mgの錠剤なので、性交渉後に1錠内服する[46]。

## 各国での取り扱い

### フランス
フランス厚生省は1988年9月に認可した。しかしカトリック教会や中絶反対派が、ルセルと親会社の西ドイツ・ヘキストの製品の世界的不買運動を展開すると脅迫したために、認可の1ヵ月後に製造中止に追い込まれた。フランス厚生省は、ルセルの安易な対応に怒り「中絶ピルは女性のものだ」として、製造再開を命令した。
その後1990年頃までルセル社は、フランスの特定の病院にのみ、無料でミフェプリストンを供給した。1990年2月からは、600mgあたり48ドルで販売された。
中絶の合法化の審議では、女性政治家シモーヌ・ヴェイユが、その演説で過去も現在も未来も喜んで中絶する女性は皆無であり、それを確信するためには女性に聞けば十分であるとの発言を行い、可決された。法律は「ヴェイユ法」と呼ばれている。
1997年には、販売権がエクセルジン (Exelgyn) に移され、同社は2007年よりECサイトでの販売を始めた。

### 日本
日本では1990年代より認可を求める声があったが本格的な議論が遅れ、2024年にやっと認可された。それまでは先進国中、またはアジアに限定した国々の中でも数少ない未承認国であり、妊娠初期の人工妊娠中絶に対して危険度の高い掻爬術が第一選択のままの珍しい国であった。製薬会社のラインファーマは、厚生労働省へ2021年中（令和3年）の承認申請をすべく、治験が進められた。1994年（平成6年）以前には、正式に認可すべく検討されたが中止された。中止の理由は、医学的問題ではなく倫理面や日本の文化的問題とされた。
以前は、新薬承認を管轄する厚生省医薬安全局は、日本で販売することは認可できないが、個人で入手して使用する分には問題ないとし、中華人民共和国やアメリカ合衆国から個人輸入できていたため、個人で入手して自己判断で使用するケースが続出した。その結果、この中絶法の欠点でもある不全流産となり、出血が止まらずに病院に駆け込むという事案が報告されたため、日本産科婦人科学会や厚生労働省も問題視するようになった。
2004年10月、厚生労働省は医師の処方箋又は指示書及び輸入報告書に基づき、本人が行政機関の許可を得た場合を除く個人輸入の制限を決定した。厚生労働省は危険なので個人で入手して使用すべきではないと注意喚起を行った。国民生活センターも重篤な健康被害を引き起こす危険性を喚起した。在日中国人ルートで密輸入されたケースを警視庁が摘発したこともある。また副作用で健康被害が生じても、医薬品副作用被害救済制度は利用できない。2010年11月にはミフェプリストンを使用した22歳の女性が堕胎の疑いで東京地方検察庁に書類送検された。また女性に販売した男性（国内在住）も薬事法違反で逮捕された。人工妊娠中絶したい本人が立件されるのは異例であり、女性は服用後に激しく出血するなどしたため、病院で治療を受けた。
2021年（令和3年）4月22日、イギリスの製薬会社ラインファーマによるミフェプリストンの日本での治験の第III相試験結果が日本産科婦人科学会で発表された。被験者120人のうち、93％の112人が24時間以内に薬だけで中絶が完了し、残り8人は胎児が体内に残り外科的な処置が必要になったり、24時間以内に排出されなかった。治験の結果、ほとんどが軽度か中等度の症状でいずれも回復に向かったことから、有効性と安全性は確認されたと報告された。ラインファーマの日本法人は、2021年中に厚生労働省へ薬事承認の申請をする見通しとなった。12月21日、ラインファーマは、ミフェプリストンとミソプロストールの2錠を投与するタイプの人工妊娠中絶薬の製造・販売を申請した。承認された場合、日本初の経口投与妊娠中絶薬となり、母体保護法指定の医師により保険適用外で使用されることになる。
薬剤による中絶を起こすための薬剤として、ミフェプリストン1錠とミソプロストール2錠この薬の組み合わせを「メフィーゴパック」としてラインファーマー社により承認申請があり2023年2月パブリックコメントが行われた。2024年5月、1万2千件のパブリックコメントの意見集約を経て厚生労働省がミフェプリストンとミソプロストールからなる「メフィーゴパック」を薬事承認した。
2024年10月に放映されたTOKYO MX番組では、日本産婦人科医会の会長・石渡勇医師は経口中絶薬がWHOの方針と異なる日本での運用に対し、使用条件緩和について、運用整備を整えるのが「あと1年ぐらいじゃないかと思う。」と目測を語る一方、母体保護法指定医師の手から離れるこちについて反対を述べた。

### アメリカ
人工妊娠中絶について常に激しい論争があるアメリカ合衆国では、ミフェプリストンを認可するかどうかは懸案事項であったが、1989年6月アメリカ食品医薬品局（FDA）はミフェプリストンの輸入を禁止した。一方、アメリカ医師会は「手術による中絶より安全性が高い」と、認可を求めていた。ブッシュ政権は認可しない方針であったが、クリントン政権になってから認可に前向きの方針が明らかにされ、その後『中絶の是非』を巡っての激しい論争が起きた。
フランスのルセル・ユクラフ社は、論争に巻き込まれるのを嫌って、アメリカ合衆国での販売に対して消極的だったため、シャレーラ厚生長官が仲介し、人口問題評議会 (The Population Council) に、同剤の使用権を与えるという異例の措置によって、臨床試験が可能となった。
1990年6月27日、アメリカ医師会（AMA）は、政策立案代議員会でミフェプリストンの臨床試験を承認した。アメリカでの商品名はMifeprexとなった。1996年に認可申請が行われた。FDAは国内176人、フランス2480人の使用成績調査を実施し「痛みや吐き気、出血などの副作用はあるが、母体保護上許容できる」とし、「安全性に問題はなく、高い中絶効果をもたらす」と結論付けた。欧州連合に遅れること十数年、2000年9月28日にFDAによって、ミフェプリストンが認可された。
2000年10月3日、マサチューセッツ州ボストンで行われた民主党ゴア、共和党ブッシュ両大統領候補の政策討論会で、ミフェプリストンがアメリカ合衆国大統領選挙の争点の一つとして注目された。共和党ブッシュは、人工妊娠中絶は減らされるべきだとして、FDAの認可に失望感を表明したが、民主党ゴア側は「中絶やピルの使用は女性自身が選択するということだ」としてFDAの決定を歓迎した。中絶反対派は「大量出血を招いた深刻な副作用報告例もある。胎児の殺人薬の認可は見合わせるべきだ」として反対運動を行った。その後、販売権は「ダンコ・ラボラトリーズ」(Danco Laboratories) に譲渡された。

### ドイツ
ドイツ連邦医薬・医療製品庁は、妊娠中絶薬「ミフェジーヌ」として、1999年末にミフェプリストンを認可した。販売ルートは特殊クリニックや産婦人科向けに限定され、管理を徹底するために薬事法を修正して連邦議会で可決した。
1996年5月28日、ドイツ連邦憲法裁判所は、1995年夏に可決された人工妊娠中絶を、原則として認めた刑法改正条項を、違憲と判断した。それまで中絶が自由だった旧東ドイツ地区住民を中心に、国民は強い衝撃を受けた。このことは女性議員を中心にして、手術なしで中絶できるミフェプリストンの認可を加速させたとされる。

### イタリア
イタリアでは2009年7月31日にイタリア医薬品庁 (AIFA) がミフェプリストンを認可した。しかしカトリック信者が大多数を占める国内で反対運動が高まり、イタリア議会上院委員会が医薬品庁に認可の再検討を要請した。2009年12月9日に医薬品庁はミフェプリストンを改めて認可することを決定した。

### 中国
中華人民共和国では、1985年という非常に早い時期に臨床試験が実施されている。1988年9月に認可。これは開発国のフランスより早い認可時期であり、中国は世界最初の認可国ということになる。中国はルセル社からミフェプリストンを購入しようとしたが、ルセル社はそれを拒否した。そのため中国は1992年に無断でミフェプリストンの国内生産を開始する（まだ特許は切れていなかった）。
2000年では、元々非常に安価で手術による人工妊娠中絶ができるので、ミフェプリストンによる中絶は割高となり、農村部と都市部では普及率に大きな差がある。闇市では15米ドルほどでミフェプリストンが取引されており、中国当局は処方箋無しのミフェプリストンの使用による合併症を懸念している。

### 韓国
韓国では2012年現在未認可であり、そのため中国やタイからミフェプリストンを個人輸入し、法規と医師の管理外で中絶してしまうケースが相次いでいる。特に未成年者に多く、「両親にも内緒で中絶してしまう」として問題になっている。またミフェプリストンの売買を巡って詐欺事件も起きている。

### カナダ
カナダでは2015年7月に認可された。カナダ保健省では、2012年9月よりミフェプリストンの認可について検討され、2015年1月に予定していた認可の判断を一時延期するなど慎重な判断がなされた。もともとカナダには妊娠中絶を法的に制限する法律はないが、ミフェプリストンの認可に際しては、なんらかの新しい法的な制限が必要ではないかと審議された。中絶反対論者、キリスト教関係者、フェミニストなどを巻き込んだ市民運動があったが、農村部や遠隔地で医療機関に受診することが困難な女性にとっては、内服薬だけで中絶できるミフェプリストンの存在は有用とされた。反対団体の代表は敗血症のリスクを主張したが、敗血症の頻度は10万人に1人程度とされており問題ないとされた。カナダの国立中絶連盟は、ミフェプリストンの認可によっての中絶率は増加しないと予想しているが、従来の外科的手技による中絶手術の需要を減少させ、医療に構造的は変化が起こるだろうとしている。

### ニュージーランド
1999年、ニュージーランドの医師たちは、ミフェプリストンの輸入のために「ISTAR」という非営利団体を設立し、ニュージーランド医薬品規制当局へ輸入承認の要望を提出した。2001年にウェリントンでフェプリストンの使用が開始された。フェプリストンによる人工妊娠中絶は、法的に曖昧な部分があったために、『Right to Life New Zealand』という中絶反対の民間団体が高等裁判所に提訴したが、2003年4月10日にその訴えは退けられた。その判決の後にミフェプリストンは正式に認可され普及が始まった。

### オーストラリア
オーストラリアでは1996年に医療監視機関である医療用製品局 (TGA) および保健相の両方の認定によってミフェプリストンの使用が認可された。しかし厳しい認定基準のために国内で187人の医師しかミフェプリストンの処方資格を取得出来なかった。2006年2月10日に認可基準を緩和する法案が上院を通過し、TGAの認定だけでミフェプリストンが処方できるようになった。これによりミフェプリストンの利用が飛躍的に増えるだろうとされている。認可に際しては、国内人口が少ないため消費量が少ないと推定され、ミフェプリストンの供給に応じている製薬メーカーの選定について危惧があったが、先に導入を果たしたニュージランドの事例がその参考とされた。オーストラリアの公的病院は宗教的な関連団体が運営に関与している事が多く、そのために精管結紮術や妊娠中絶を行う事を拒否する病院があることがあり、そのことがミフェプリストンの普及の障害となることも懸念された。

### その他の国々での認可
- 欧州連合と主要先進国
  - アメリカ合衆国、カナダ、イスラエル、ロシア、フランス、イギリス、スウェーデン、スイス、オランダ、ベルギー、ルクセンブルク、デンマーク、フィンランド、ギリシャ、スペイン、イタリア
- アジア
  - 中華人民共和国[35]、中華民国（2001年）[35]、タイ[99]、インド（2002年）[106]、モンゴル（2005年）[107][108]、ベトナム（2002年）[109]
- チュニジア、アルメニア、ガイアナ、モルドバ、アゼルバイジャン、グルジア、ウズベキスタン、ベラルーシ、ラトビア、エストニア、ハンガリーでも、2000年以降に認可されている[107][108]。

## 類似薬
- メトトレキサート - 妊娠初期の中絶に使用される。人工妊娠中絶に関する効果は、ミフェプリストンと遜色ないことが知られているが、抗癌剤-免疫抑制剤に分類される薬剤であるために、第一選択にはならないが、卵管妊娠などの子宮外妊娠にも使用できる[110]。

- アグレプリストン（Aglepristone）- 商品名 アリジン（Alizine）がある。ミフェプリストンと同様に、ルセル社によって開発された薬剤で、開発コードよりRU-46534、またはRU-534（後ろ側3つの数字だけを表記）とも呼ばれる[111][112][113]。ミフェプリストンに類似した、抗グルココルチコイド作用・抗黄体ホルモン作用を持つが、ヒトではなく獣医学の領域で、イヌやネコの人工妊娠中絶や避妊、子宮蓄膿症に使用される[111]。ビルバック社 (Virbac) が製造する。

- ゲメプロスト - 商品名：プレグランディン腟坐剤。プロスタグランジンE1誘導体製剤。妊娠中期の堕胎に使用される。ラミナリア等で子宮頚管を拡張したのちに、3時間毎に後腟円蓋部へ1mgの膣剤を挿入する。1日あたり5mgが上限となる。有効陣痛の発生を促し、子宮内容物が排出される。

## 特記事項
ミフェプリストンは、多くの国々で使用されるが、製造と販売に関与する企業は少ない。これは中絶反対派による強硬なデモや破壊工作の対象となることを危惧するためであり、事実フランスとドイツでは企業の不買運動が起きている。アメリカやカナダやニュージーランドやオーストラリアでの認可審議でも協力的な企業が現れず問題となった。日本ルセル社は、発見者のエティエンヌ＝エミール・ボリューがラスカー賞を受賞したときも、同社の開発企画室担当者は出来れば受賞について報道して欲しくないとコメントしている。中絶反対論者による破壊活動を恐れて、製造場所や製造メーカーを公開しないなどの配慮が行われている国家もある。